# Marquard Rudolf von Rodt
Marquard Rudolf Reichsritter von Rodt zu Bußmannshausen, o Roth (Costanza, 9 aprile 1644 – Hegne, 10 giugno 1704) è stato un vescovo cattolico tedesco.

## Biografia
Marquard Rudolf von Rodt proveniva dalla nobiltà cavalleresca dell'Alta Svevia dei baroni von Rodt zu Bußmannshausen. Suo padre era Johann Dietrich, capo dei cavalieri ed erede dell'abbazia di Kempten; sua madre era Maria Barbara von Westerstetten. Fu il primo di tre membri della sua famiglia a diventare vescovo di Costanza (precedendo Franz Konrad von Rodt e Maximilian Christof von Rodt).
Fu registrato nel 1653 come membro del collegio elettorale della cattedrale. Studiò all'Università di Strasburgo. Dopo essere diventato diacono e diacono, fu ammesso al capitolo della seconda professione. Il 26 maggio 1668 ricevette l'ordinazione diaconale. Dal 1668 fu canonico ad Augusta e anche cantore (1673), arcidiacono (1683) e, dal 1686, canonico della cattedrale di Costanza. Nel 1686 divenne presidente del consiglio del clero a Costanza. Il 14 aprile 1689 fu eletto vescovo di Costanza nel terzo turno da una ristretta maggioranza contro il candidato della corte viennese, Johannes Wolfgang von Bodman, e il 6 marzo 1690 da papa Alessandro VIII. Ricevette la consacrazione episcopale il 18 giugno 1690. Fu anche "signore del Reichenau (domini Augia maioris) e Öhningen". Il suo episcopato fu segnato da dispute politiche con la Francia. Inoltre, il tesoro della corte imperiale di Hochstift gravava sul suo operato. Morì nel castello di Hegne e fu sepolto nella cattedrale di Costanza.

## Genealogia episcopale e successione apostolica
La genealogia episcopale è:
- Vescovo Johannes Wolfgang von Bodman
- Vescovo Marquard Rudolf von Rodt

La successione apostolica è:
- Vescovo Alessandro Sigismondo di Palatinato-Neuburg (1691)
- Vescovo Konrad Ferdinand Geist von Wildegg (1693)